# Cesarzowe Japonii
W Japonii mianem cesarzowej określa się kobietę sprawującą władzę cesarską, cesarzową-władczynię (jap. 女性天皇 josei tennō), bądź małżonkę cesarza (jap. 皇后 kōgō).
W latach 593–770, Japonią władało sześć kobiet, a dwie kolejne rządziły we wczesnym okresie nowożytnym (era Edo, 1603–1868). Mimo iż panowało osiem cesarzowych, ich następców najczęściej wybierano spośród mężczyzn należących do cesarskiego rodu. Po wielu wiekach w 1889 roku, panowanie kobiety na tronie japońskim zostało oficjalnie zabronione.

## Lista japońskich cesarzowych

### Cesarzowe-władczynie
- Jingū (206–269), legendarna cesarzowa;
- Suiko (554-628), pierwsza historyczna cesarzowa
- Kōgyoku (594-661), panowanie 642–645
- Kōgyoku (594-661), panowanie 655–661 (jako cesarzowa Saimei)
- Jitō (645-702), panowanie 690–697
- Gemmei (661-721), panowanie 707–715
- Genshō (680-748), panowanie 715–724 – formalnie cesarzowa Hidaka
- Shōtoku (718-770), panowanie 749–758 (jako cesarzowa Kōken)
- Shōtoku (718-770), panowanie 764–770
- Meishō (1624-1696), panowanie 1629–1643
- Go-Sakuramachi (1740-1813), panowanie 1762–1771

### Żony japońskich cesarzy
- Ōtomo no Koteko (大伴小手子?), żona Sushun 587-592
- Inoe (井上内親王) (717–775), 770–772 despotka
- Cesarzowa Otomuro (藤原乙牟漏) (760–790), żona Kammu 783–790
- Cesarzowa Taishi/Tarashiko (藤原帯子) (?–794), żona Heizei
- Tachibana no Kachiko (橘嘉智子) (786–850), żona Saga 815–823
- Księżniczka Seishi (正子内親王) (810–879), żona Junna 827–833
- Księżniczka Koshi (高志内親王) (789–809), żona Junna
- Cesarzowa Onshi (藤原穏子) (885–954), żona Daigo 923–930
- Cesarzowa Anshi (藤原安子) (927–964), żona Murakami 958–964
- Księżniczka Masako (昌子内親王) (950–999), żona Reizei 967–973
- Cesarzowa Kōshi (藤原媓子) (947–979), żona Enyū 973–979
- Cesarzowa Junshi/Nobuko (藤原遵子) (957–1017), żona  Enyū 982–1000
- Cesarzowa Teishi (藤原定子) (977–1001), żona  Ichijō 990–1000, żona (Kōgō) Ichijō 1000–1001
- Cesarzowa Shōshi (藤原彰子) (988–1074), żona Ichijō 1000–1012
- Cesarzowa Kenshi (藤原妍子) (994–1027), żona Sanjō 1012–1018
- Cesarzowa Seishi (藤原娍子) (972–1025), żona  Sanjō 1012–1025
- Cesarzowa Ishi (藤原威子) (999–1036), żona Go-Ichijō 1018–1036
- Księżniczka Teishi (禎子内親王) (1013–1094), żona Go-Suzaku 1037, żona (Kōgō) Go-Suzaku 1037–1051
- Cesarzowa Genshi (藤原嫄子) (1016–1039), żona Go-Suzaku 1037–1039
- Księżniczka Shoshi (章子内親王) (1026–1105), żona Go-Reizei 1046–1068
- Cesarzowa Hiroko (藤原寛子) (1036–1127), żona Go-Reizei 1051–1068, żona (Chūgū) Go-Reizei 1068–1069
- Cesarzowa Kanshi (藤原歓子) (1021–1102), żona Go-Reizei 1068–1074
- Księżniczka Kaoruko (馨子内親王) (1029–1093), żona Go-Sanjō 1069–1074
- Cesarzowa Kenshi (藤原賢子) (1057–1084), żona Shirakawa 1074–1084
- Księżniczka Teishi/Yasuko (媞子内親王) (1076–1096), żona Horikawa 1091–1093
- Księżniczka Tokushi/Atsuko (篤子内親王) (1060–1114), żona (Chūgū) Horikawa 1093–1114
- Księżniczka Reishi (令子内親王) (1078–1144), żona Toba 1108–1134
- Cesarzowa Shōshi/Tamako (藤原璋子) (1101–1145), żona Toba 1118–1124
- Cesarzowa Kiyoko (藤原聖子) (1121–1182), żona Sutoku 1130–1141
- Cesarzowa Yasuko (藤原泰子) (1095–1156), żona Toba 1134–1139
- Cesarzowa Nariko (藤原得子) (1117–1160), żona Toba 1142–1149
- Cesarzowa Tashi/Masaruko (藤原多子) (1140–1202), żona Konoe 1150–1156
- Cesarzowa Teishi/Shimeko (藤原呈子) (1131–1176), żona Konoe 1150–1156
- Cesarzowa Kinshi (藤原忻子) (1134–1209), żona Go-Shirakawa 1156–1159
- Księżniczka Tōshi/Muneko (統子内親王), niezamężna
- Księżniczka Yoshiko (姝子内親王) (1141–1176), żona 1159–1162
- Cesarzowa Ikushi (藤原育子), żona Nijō 1162–1172
- Taira no Tokushi/Noriko (平徳子) (1155–1214), żona Takakura 1172–1181
- Księżniczka Sukeko (亮子内親王) (1147–1216), żona Antoku i Go-Toba 1182–1187
- Cesarzowa Ninshi/Tōko (藤原任子) (1173–1239), żona Go-Toba 1190–1200
- Księżniczka Noriko (範子内親王) (1177–1210), żona Tsuchimikado 1198–1206
- Cesarzowa Reishi (藤原麗子) (1185–1243), żona Tsuchimikado 1205–1210
- Księżniczka Shōshi (昇子内親王) (1195–1211), żona Juntoku 1208–1209
- Cesarzowa Ritsushi (藤原立子) (1192–1248), żona Juntoku 1211–1222
- Księżniczka Hōshi/Kuniko (邦子内親王) (1209–1283), żona Go-Horikawa 1221–1224
- Cesarzowa Ariko (藤原有子) (1207–1286), żona Go-Horikawa 1223–1226
- Cesarzowa Chōshi (藤原長子) (1218–1275), żona Go-Horikawa 1226–1229
- Cesarzowa Shunshi/Yoshiko (藤原竴子) (1209–1233), żona Go-Horikawa 1230–1233
- Księżniczka Rishi (利子内親王) (1197–1251), żona Shijō 1233–1239
- Cesarzowa Kitsushi/Yoshiko (藤原姞子) (1225–1292), żona Go-Saga 1242–1248
- Księżniczka Teruko (曦子内親王) (1224–1262), niezamężna 1248–1251
- Cesarzowa Kōshi/Kimiko (藤原公子) (1232–1304), żona Go-Fukakusa 1257–1259
- Cesarzowa Saneko (藤原佶子) (1245–1272), żona Kameyama 1261
- Cesarzowa Kishi (藤原嬉子) (1252–1318), żona Kameyama 1261–1268
- Księżniczka Reishi (姈子内親王) (1270–1307), niezamężna 1285–1291
- Cesarzowa Shōshi (1271–1342), żona Fushimi 1288–1298
- Cesarzowa Kinshi (藤原忻子) (1283–1352), żona Go-Nijō 1303–1310
- Księżniczka Shōshi (奬子内親王) (1286–1348), niezamężna 1319
- Saionji no Kishi (西園寺禧子) (1303–1333), żona Go-Daigo 1319–1333
- Cesarzowa Junshi (珣子内親王) (1311–1337), żona Go-Daigo 1333–1337
- nieznana cesarzowa żona Chōkei
- Minamoto no Masako (源和子) (1607–1678), żona Go-Mizunoo 1624–1629
- Cesarzowa Fusako (藤原房子) (1653–1712), żona Reigen 1683–1687
- Księżniczka Yukiko (幸子女王) (1681–1720), żona Higashiyama 1708–1710
- Księżniczka Yoshiko (欣子内親王) (1779–1846), żona Kōkaku
- Cesarzowa Tsunako (藤原繋子) (1798–1823), żona Ninkō
- Cesarzowa Eishō (英照皇太后), żona Kōmei
- Cesarzowa Shōken (昭憲皇太后), żona cesarza Meiji
- Cesarzowa Teimei (貞明皇后), żona cesarza Taishō
- Cesarzowa Kōjun (香淳皇后), żona cesarza Shōwa
- Cesarzowa Michiko, żona cesarza Akihito
- Cesarzowa Masako, żona cesarza Naruhito